# 布拉德·舍曼
布拉德·詹姆斯·舍曼（英語：Brad James Sherman；1954年10月24日—）是美国的一位政治人物。他的黨籍是民主黨。自2013年開始，他是加利福尼亞州第三十二國會選區選出的眾議員。他從1997年起擔任聯邦眾議員，之前的選區是第24選區和第27選區。